# Павлоград (Луганская область)
Павлоград — посёлок в Северодонецком горсовете Луганской области Украины. Код КОАТУУ — 4412990003.
Расположен на реке Северский Донец между городами Лисичанск и Северодонецк. Рядом с посёлком через реку перекинут Павлоградский мост. В посёлке одна улица. Ближайшая железнодорожная станция — Лисичанск — расположена на противоположном берегу реки.
До 1958 года посёлок носил название Павлоградское.